# Diamesa haydaki
Diamesa haydaki är en tvåvingeart som beskrevs av Hans Jacob Hansen 1976. Diamesa haydaki ingår i släktet Diamesa och familjen fjädermyggor. Inga underarter finns listade i Catalogue of Life.